# Sveriges Television
Sveriges Television AB (čti přibližně jako Sverijes televichun, česky Švédská televize) je švédská národní celoplošná veřejnoprávní televize provozovaná z financí odváděných na daních. Před rokem 2019 byla financována obdobně jako televize v České republice z koncesionářských poplatků.
Švédská televize se inspiruje, především z organizačního hlediska, ve svém britském protějšku BBC. Má právní formu akciové společnosti. Spolu se švédským rozhlasem (Sveriges Radio) a švédským osvětovým rozhlasem (Sveriges Utbildningsradio) je zřizovaná institucí Förvaltningsstiftelsen för SR, SVT och UR (Veřejnosprávní nadace Švédské televize, Švédského rozhlasu a Švédského osvětového rozhlasu). Nadace se skládá ze třinácti politiků říšského sněmu, kteří jsou jmenováni vládou. Ti pak mají za cíl sestavit členstvo Rady SVT (obdoba české Rady ČT). Vysílání je regulováno švédskou legislativou, televize například nesmí vysílat reklamu a těžit z jejího zveřejňování, doplňkový zisk může čerpat pouze od sponzorů sportovních akcí. Do roku 1979 byla televize spolu s rozhlasem jednotnou organizací, posléze však došlo k rozdělení na tři samostatné instituce.
Televize měla ve Švédsku monopolní postavení po celých 36 let, od vzniku v roce 1956 do spuštění celoplošné komerční televize TV4 v roce 1992, a to i přesto, že v roce 1987 byla spuštěna satelitní televizní stanice TV3. Teprve se spuštěním TV4 se začalo obecenstvo veřejnoprávní televize rozmělňovat. Navzdory tomu se dosud jedná o největší televizní médium v zemi. Podíl sledovanosti se pohybuje kolem 36,4 %.

## Vysílání

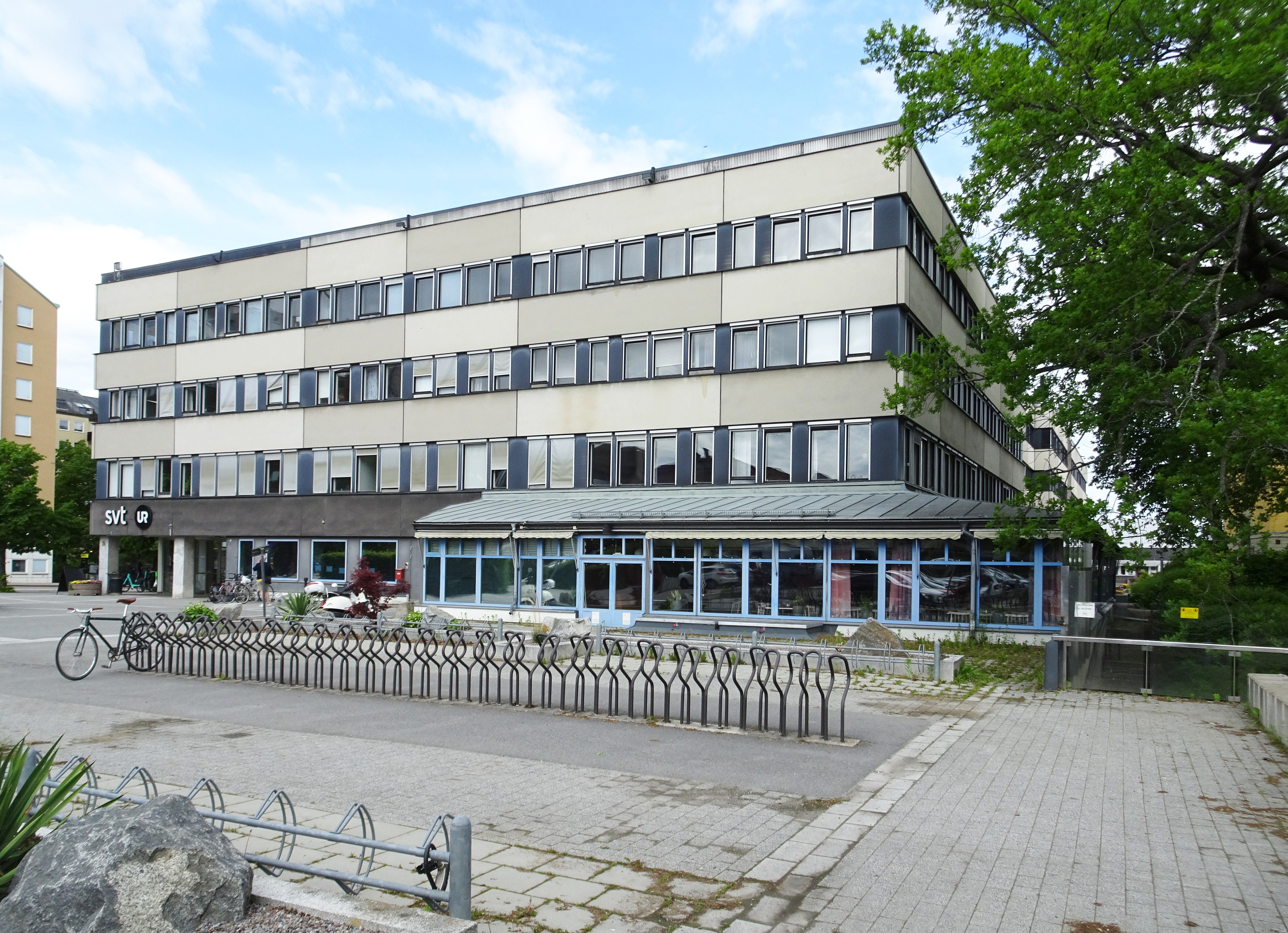
Vchod do sídla Švédské televize ve Stockholmu od parkoviště jižně od televizní budovy.

Švédská televize provozuje de facto pět televizní stanic:
- SVT1 je hlavní a plnoformátový kanál s rozmanitým druhem obsahu;
- SVT2 je kanál zaměřený na zpravodajství, sport, dokumenty a obsah pro náročné diváky;
- SVT Barn (barn znamená dítě) je dětský kanál srovnatelný s ČT :D;
- SVT24 je zpravodajsko-sportovní kanál, který ale funguje podobně jako ČT art v tom smyslu, že vysílá každý den pouze od 20:00 přibližně do 1:00 a to na frekvencích sdílených s SVT Barn;
- Kunskapskanalen (kunskap znamená znalost, vědomost) je kanál provozovaný ve spolupráci se Švédským osvětovým rozhlasem a vysílá převážně vzdělávací a osvětové pořady.

Všechny kanály jsou dostupné v HD rozlišení, nicméně v pozemní televizní síti je přenos v HD rozlišení omezen jen na SVT1 a SVT2. Švédská televize navíc provozuje internetovou streamovací službu SVT Play, kde je dostupné i online živé vysílání všech lineární kanálů. Jako doplňující služby poskytuje SVT i teletext pod názvem SVT Text (buď přímo na kanálech v televizních přijímačích, nebo online).

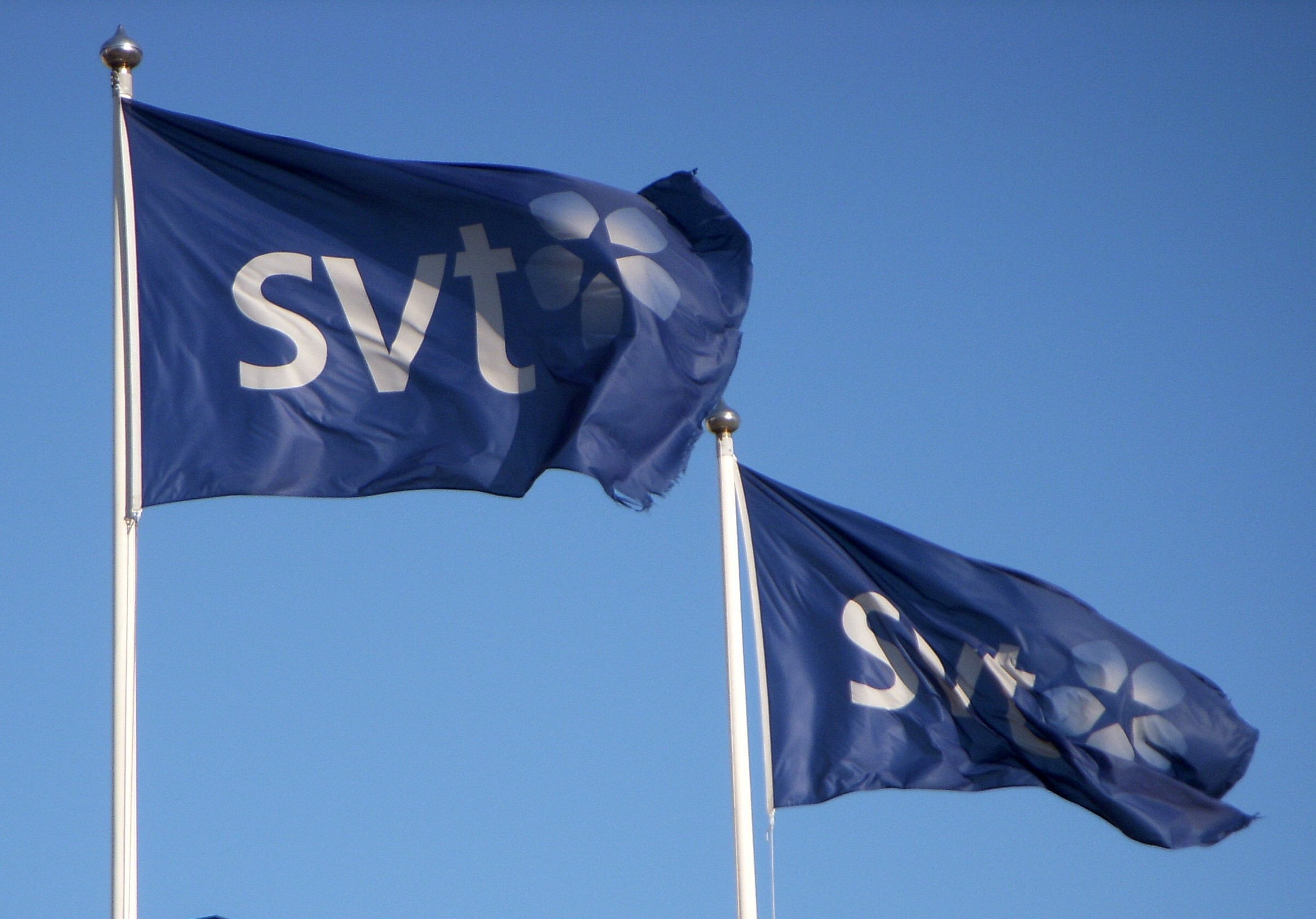
Vlajky Švédské televize před budovou jejího sídla, 2008

SVT vysílá rozmanitý obsah nejrůznějšího druhu, jako veřejnoprávní televize vysílá například různorodé pořady zaměřené na společenské skupiny. SVT také pořádá hudební soutěž Melodifestivalen, ve které jsou vybíráni švédští účastníci do Eurovision Song Contest. Zajímavé je regionální zpravodajství SVT – SVT totiž produkuje a vysílá celkem 21 různých krajských zpravodajských pořadů, prakticky pro každý kraj Švédska jeden.

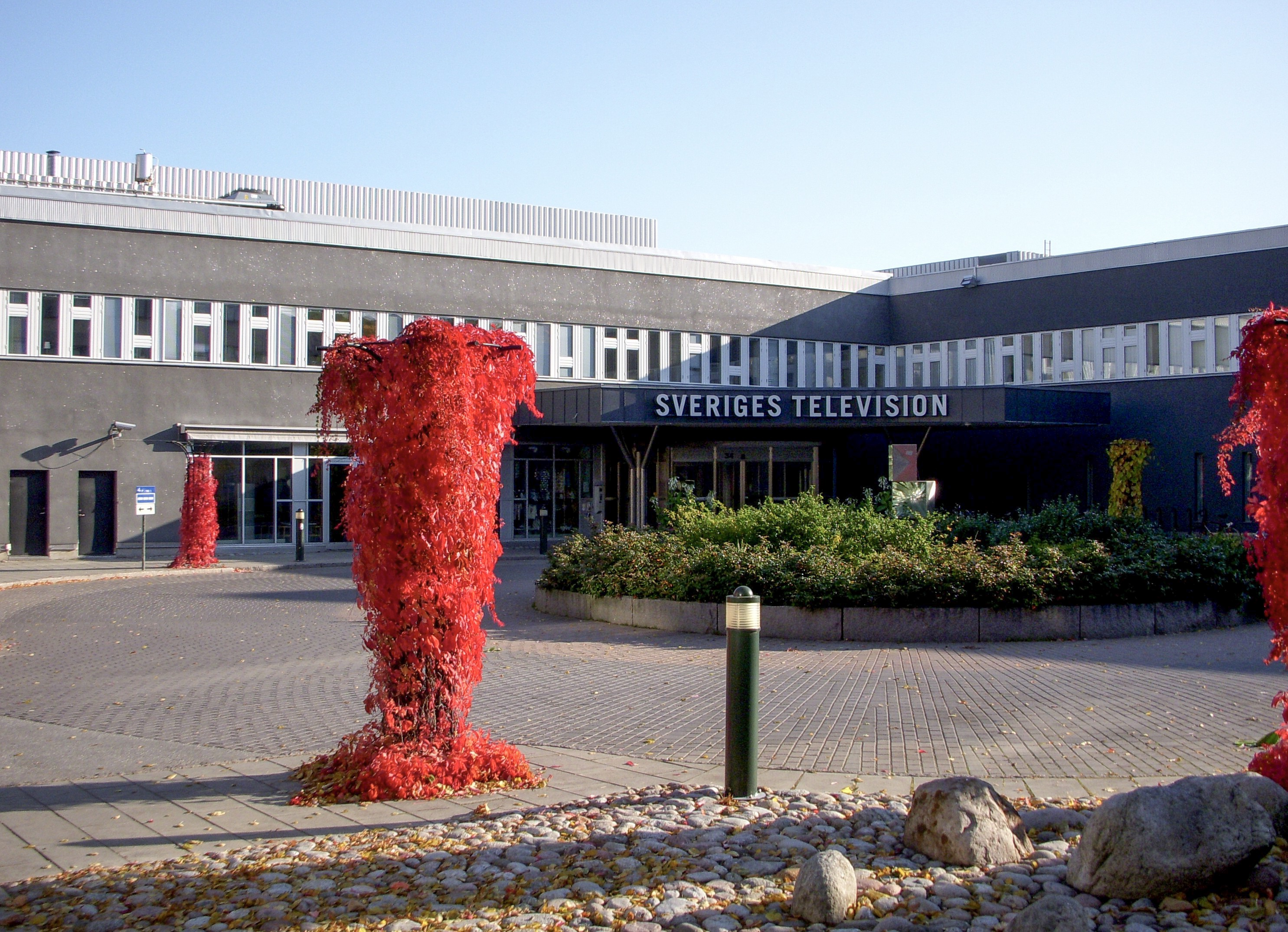
Vchod do sídla Švédské televize ve Stockholmu od ulice Oxenstiernsgatan.

Drtivou většinu obsahu vysílaného na SVT tvoří domácí pořady, SVT ovšem vysílá i zahraniční pořady. SVT udržuje podobně jako televize v ostatních státech Skandinávie tradici, že zahraniční obsah se vysílá v původním znění a doplňují se jen titulky s překladem. Dabing televizního obsahu se vyrábí a vysílá pouze u dětských pořadů a v malé míře u dokumentů.

## Historie

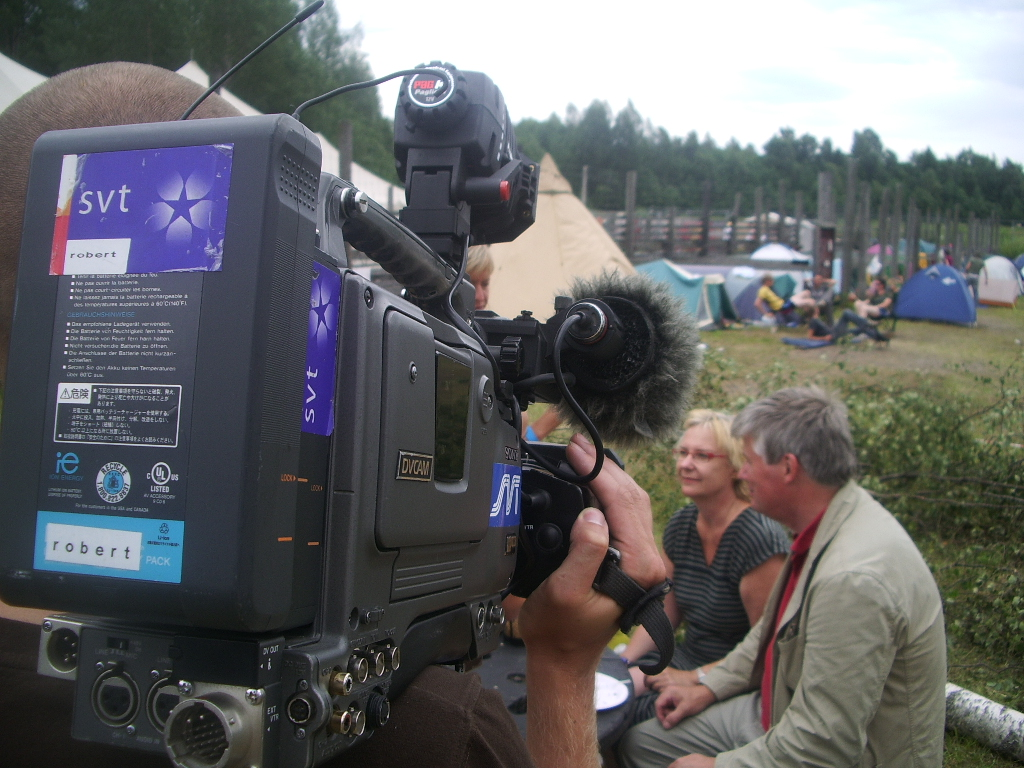
Kameraman Švédské televize natáčí rozhovor

Během spuštění rozhlasu ve Švédsku ve dvacátých letech dvacátého století bylo rozhodnuto, že se organizačně bude podobat a inspirovat u britského vysílatele. Díky tomu došlo ke vzniku Radiotjänst AB (Rozhlasová služba, a.s.) se stejnou právní formou jako měla britská společnost, a že rozhlas bude financován z koncesionářských poplatků. Rozhlas provozovala tisková kancelář. Vysílače vlastnil a spravoval Telegrafverket (Telegrafní úřad). Radiotjänst se stal jedním z 23 zakládajících vysílatelů Evropské vysílací unie v roce 1950.
V červnu 1954 bylo rozhodnuto o zkušebním vysílání televize, první takové proběhlo 29. října 1954 z Královského technického institutu ve Stockholmu. V roce 1956 rozhodl říšský sněm o započetí pravidelného a nepřetržitého televizního vysílání, načež 4. září spoustil Radiotjänst toto vysílání pro veřejnost z nového vysílače v obci Nacka jihovýchodně od Stockholmu. V říjnu pak byl zaveden koncesionářský poplatek pro vlastníky televizního přijímače.

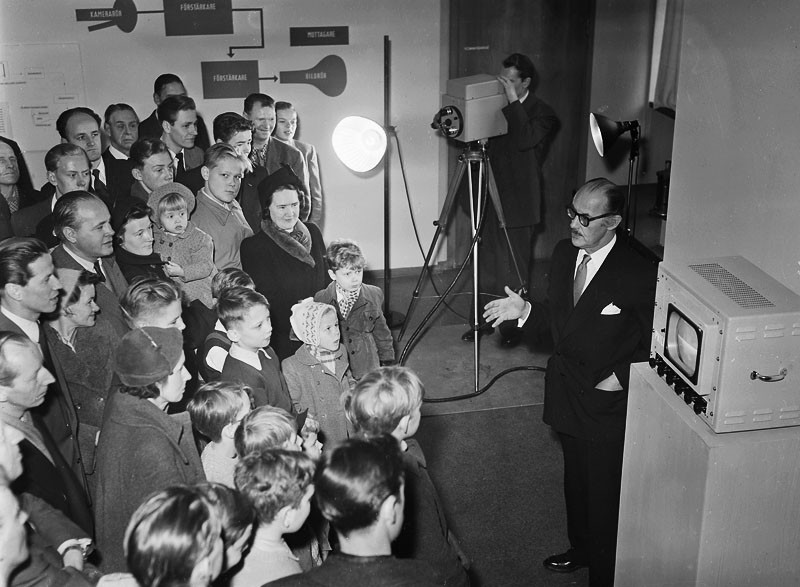
Firma Philips předvádí švédské veřejnosti televizní přijímač, Technické muzeum ve Stockholmu, listopad 1952

Plnohodnotný programový schémat byl rozvrhnut v roce 1957 a Radiotjänst se přejmenoval na Sveriges Radio (Švédský rozhlas). Vlastnický podíl na rozhlase se upravil následovně: stát získal na rozhlase (potažmo televizi) vlastnický podíl 40 %, stejní podíl tisková kancelář a samotný rozhlas pak zbývajících 20 %. V roce 1967 si na úkor tiskové kanceláře stát navýšil podíl na 60 %.
Roku 1958 byla odvysílána první zpravodajská relace Aktuellt. Spuštění druhého programu bylo klíčovým tématem diskuse v šedesátých letech. Ty skončily, když byl druhý program spuštěn 5. prosince 1969. Původně bylo zamýšleno, že oba televizní programy budou vzájemně o diváky soupeřit.
První fáze výstavby televizního sídla Švédské televize byla slavnostně zahájena v Oxenstiernsgatanu ve čtvrti Östermalm ve Stockholmu 30. října 1967. K dokončení výstavby a k zprovoznění televizního sídla došlo 5. prosince 1969, tedy v den spuštění TV2, čímž se televizní sídlo stalo toho času místem sídla jednoho z největších televizních studií v Evropě.
Spuštění zpravodajství na TV2 předznamenalo reorganizaci. Relace Aktuellt byla nahrazena relací TV-nytt (Televizní novinky), která zajišťovala zpravodajství v hlavním vysílacím čase v 19:30 na TV1, během dne se pak zpravodajské přehledy objevovaly na obou programech. Dále bylo rozhodnuto o tom, že obě stanice budou mít své vlastní komentované zpravodajské relace. TV1 měla relaci Nu (Teď) a TV2 pak Rapport.
První barevné vysílání, tehdy teprve pokusné, bylo odvysíláno v roce 1966, pravidelné pak bylo spuštěno od roku 1970. K další reorganizaci došlo v roce 1972 – Rapport byl posunut tak, aby se na TV2 vysílal v 19:30, Aktuellt se pak vysílal na TV1 v 18:00 a 21:00. V roce 1978 byl spuštěn teletext.
Koncem sedmdesátých let došlo ke kompletní organizační přestavbě, Sveriges Radio AB se stalo mateřskou organizací čtyř dceřiných institucí: Sveriges Riksradio (Švédský říšský rozhlas), Sveriges Lokalradio (Švédský oblastní rozhlas), Sveriges Utbildningsradio (Švédský osvětový rozhlas) a Sveriges Television (Švédská televize). Sveriges Television měla zajišťovat a zprostředkovávat veškeré televizní vysílání v zemi, ale kromě osvětových a výukových pořadů, ty mělo zajišťovat Sveriges Utbildningsradio. Švédská televize obdržela zkratku SVT. Důvod, proč má televize jinou zkratku než logickou zkratku STV je stejný jako ten, proč Slovenská televize má zkratku RTVS – zkratka byla v rámci vysílací unie už zabrána jinou televizní stanicí.
V roce 1987 došlo ke změnám v televizních stanicích, TV1 byla přejmenována na Kanal 1 a vysílala téměř veškeré pořady vytvořené ve Stockholmu. TV2 vysílala doplňkové vysílání a zpravodajství bylo složeno pouze z relace Rapport a deseti samostatných okresních zpravodajských magazínů.
V roce 1988 spustila Švédská televize další program, TV4 (název TV3 v té době byl už zabrán soukromým vysílatelem). Jednalo se o speciální program vysílající v jižním Finsku určený pro tamější švédskou národnostní menšinu.
V roce 1990 vysílala televize vždy mezi 16:00 a 24:00. Vzápětí došlo k prodloužení vysílacího dne, během odpoledne probíhalo vysílání repríz televizní tvorby, ráno se vysílal zpravodajský blok a o poledni zpravodajská relace.
V roce 1992 říšský sněm rozhodl o transformaci Sveriges Radio ve tři samostatné instituce. Švedská televize se kompletně osamostatnila, stejně tak Švédský osvětový rozhlas a novodobý Švédský rozhlas vznikl sloučením původního Riksradia a Lokalradia. V tomto roce též došlo k přejmenování jednotlivých programů na SVT1, SVT2 a SVT4. Teprve nyní se poprvé ve svých dějinách setkala Švédská televize se skutečnou konkurencí, protože soukromá TV3 rozšířila svůj dva roky starý druhý program, TV4, i o pozemní pokrytí. Velmi záhy totiž došlo k nárůstu jeho obecenstva a v roce 1995 TV4 překonala stanici SVT2 jako nejsledovanější televize ve Švédsku.
V roce 1999 bylo zahájeno první digitální televizní vysílání a následně bylo spuštěno šest nových programů. Zpravodajský program SVT24 a pět krajských programů. V roce 2000 vznikla jednotná zpravodajská redakce, která převzala produkci obou relací Aktuellt a Rapport a provoz stanice SVT24.

V roce 2001 kromě uvedení nového loga, grafiky a programového schématu došlo k prohození relací Aktuellt a Rapport. Rapport se tak stal hlavní zpravodajskou relací SVT1 a Aktuellt vysílaný v 19:30 a 21:00 doplňkovou relací SVT2.
V roce 2002 bylo pět krajských programů zrušeno, respektive sloučeno a změněno na SVT Extra. V prosinci 2002 pak byla frekvence SVT Extra přidělena novému Barnkanalenu (Dětský program), který během dne vysílal pořady pro děti, v noci byla frekvence vyhrazena SVT Extra. 24. února 2003 byly SVT Extra a SVT 24 sloučeny do nového programu 24, stanice však byla v roce 2007 přejmenována zpět na SVT 24.
V září 2004 byl spuštěn Kunskapskanalen („Vědomostní kanál“) zaměřený na dokumenty, vědu a kulturu.
První vysílání v HD rozlišení bylo uskutečněno v roce 2006 ve spolupráci s komerční TV4 odvysíláním Mistrovství světa ve fotbale 2006. 22. října 2006 byl pro účely HD vysílání spuštěn dočasný program SVT HD. Prvním odvysílaným pořadem byl film Ztraceno v překladu, další den byl vystřídán upomínkovou relací věnovanou 50. výročí televize ve Švédsku. Tato relace se také stala první živě vysílaným pořadem v HD rozlišení ve Švédsku.
25. srpna 2008 došlo k další obměně loga a grafiky. Barnkanalen byl mezitím přejmenován na SVT B a SVT1 spustila krajský zpravodajský magazín Regionala Nyheter. Roku 2012 se SVT B opět vrací k názvu Barnkanalen jen, aby se v roce 2019 kanál trvale přejmenoval na SVT Barn.
V roce 2018 s platností od ledna 2019 byla přijata reforma financování. Koncesionářské poplatky za švédská veřejnoprávní média byly zrušeny. Místo nich byl zaveden systém financování médií z podílů na zdanitelných příjmech závazný pro každého občana staršího 18 let včetně důchodců. Při každém daňovém přiznání finanční úřad strhne 1 % z odvedené daně ze zdanitelného příjmu. Zákon zároveň stanoví maximální roční zdanitelný příjem, pro který toto platí a pevnou sazbu, která je odvedena z příjmu vyššího. V roce 2025 byl tento nejvyšší roční zdanitelný příjem 124 930 švédských korun a pevná sazba při vyšším příjmu 1 249 švédských korun. Média nefinancují právnické osoby a firmy, na občany závislé na státních dávkách se vztahuje výjimka z tohoto systému. Finanční správa každý měsíc vybrané podíly na média převádí na zvláštní účet, ze kterého si své příjmy veřejnoprávní média včetně SVT přerozdělují. Účet je veden nezávisle na státním rozpočtu, aby byly minimalizovány politické zásahy a zároveň je zakázáno použít prostředky na tomto účtu na jiné účely než financování médií.
V letech 1975, 1985, 1992, 2000, 2013, 2016 a 2024 byla SVT hostitelským vysílatelem Eurovision Song Contest.